# Болдирєв Володимир Степанович
Володи́мир Степа́нович Бо́лдирєв  (28 липня 1911, Ханжонкове — 29 березня 1993, Київ) — український художник і педагог; член Спілки радянських художників України з 1939 року. Заслужений діяч мистецтв УРСР з 1990 року. Чоловік Євдокії, батько Наталії Болдирєвих.

## Біографія
Народився 15 [28] липня 1911 року на станції Ханжонкове (нині у складі міста Макіївки Донецької області, Україна). У 1931 році поступив на четвертий курс художнього робітничого факультету в Запоріжжі; протягом 1932—1934 років навчався у Харківському художньому інституті у Олексія Кокеля, Сергія Бесєдіна; у 1934—1939 продовжив здобувати мистецьку освіту у Київському художньому інституті, де був учнем Федора Кричевського, Костянтина Єлеви, Сергія Григор'єва, Олексія Шовкуненка.
З жовтня 1939 року — у Червоній армії. Брав участь у радянсько-фінській і німецько-радянській війнах. Під час останньої служив у стрілецьких підрозділах, Мав військове звання старшого лейтенанта. Нагороджений орденами Вітчизняної війни II ступеня (1 січня 1944), Червоної Зірки (25 березня 1945), медалями «За бойові заслуги» (26 серпня 1943), «За оборону Кавказу» (1 травня 1944). Член ВКП(б) з 1944 року.
З 1946 року перебував на творчій роботі у Спілці радянських художників України; з 1947 року був художнім редактором видавництва «Мистецтва». З 1948 року працював викладачем у Київському художньому інституті (доцент з 1952 року, з 1963 року — професор кафедри рисунка). Серед учнів: Бистрякова Валентина Никодимівна, Білик Павло Вікторович, Бородай Василь Захарович, Волченко Олександр Тимофійович, Гончаров Євген Максимович, Гула Євген Петрович, Гурін Юрій Петрович, Каплан Семен Соломонович, Колесник Володимир Володимирович, Корсунь Дмитро Миколайович, Кузіна Раїса Іванівна, Масаутов Рафаель Зейнурович, Московка Іванна Валеріївна, Прокопенко Микола Миколайович, Тюха Іван Андрійович.

Могила Володимира Болдирєва.

Мешкав у Києві в будинку на вулиці Червоноармійській, № 12, квартира № 16. Помер у Києві 29 березня 1993 року. Похований у Києві на Байковому кладовищі (ділянка № 9).

## Творчість
Працював у галузях станкового та монументально-декоративного живопису, книжкової і станкової графіки. Автор реалістичних творів на історичну тематику, портретів сучасників, низки акварельних краєвидів та індустріальних пейзажів, виконаних у техніці рисунка; чимало уваги присвятив художньому втіленню образу Тараса Шевченка. Серед робіт:
живопис
- «Розвантаження коксу» (1930);
- «Штаб більшови ків у Жовтні 1917 року» (1939);
- «Східна Пруссія. 1945» (1947, Одеський національний художній музей);
- «Зустріч домовини з тілом Тараса Шевченка біля Микільської слобідки в Києві» (1949, Національний музей Тараса Шевченка);
- «Похорон Тараса Шевченка в Каневі 22 травня 1861 року» (1950, Канівський музей Тараса Шевченка; 1951, Музей Шевченка в Торонто);
- «Будівництво нової домни» (1957);
- «Нова вулиця» (1961);
- «Похорон Тараса Шевченка в Каневі» (1961. Національний музей Тараса Шевченка),
- «Натюрморт» (1962);
- «Крейдяні гори» (1970);
- «Київ будується» (1975);
- «Крим» (1977).

графіка
- серія «Будівництво нової домни в Макіївці» (соус, 1957);
- серія автолітографій «Новий дім» (1960);
- «Виступ студентів на похоронах Шевченка» (акварель, 1964, Національний музей Тараса Шевченка);
- «Дощі косі» (1975);
- «Сніжна зима» (1984);
- «Чорне море» (1984);
- «Гурзуф» (1984);
- «Медсестра Клава» (1984);
- «Фронтовий альбом» (1985);
- «Карпати» (1986);
- «Дорога в парку» (1988);
- «Осінь» (1988);
- «Біля річки» (1989);
- «Полудень» (1989);
- «Літо» (1989);
- «Дорога до села» (1990).

Автор серії фронтових рисунків, зокрема «В землянці», «В операційній», «Після бомбардування»; ілюстрацій до:
- книжки «Таємниця степового шуфру» Павла Байдебури (1956);
- роману «Плем'я дужих» Дмитра Ткача (1957).

Упродовж 1951—1954 років разом з іншими художниками виконував розписи павільйону Української РСР на Всесоюзній сільськогосподарській виставці у Москві (нагороджений золотою медаллю). 
Брав участь у художніх виставках з 1930 року, всесоюзних — з 1939 року, республіканських — з 1947 року. Персональні виставки відбулися у Києві у 1987 (музей Київського художнього інституту), 1994  (Національний художній музей України), 1997 (Національний музей Тараса Шевченка) роках.
Крім згаданих музеїв, роботи зудожника зберігаються в Національному художньому музеї України, художніх музеях Сімферополя, Севастополя, Горлівки, Корсуня-Шевченківського, Миколаєва, художньому фонді Національної спілки художників України, фондах Міністерства культури та інформаційної політики України, у музеях Росії, Сполучених Штатів Америки, країн Європи.
Автор методичної розробки «Малювання ракурсів, кистей рук, складок» / збірка «Українська академія мистецтва». Випуск 2. — 1995.